# Mehdi Karoubi
Pour les articles homonymes, voir Mehdi.
Mehdi Karoubi (en persan : مهدی کروبی), né en 1937 à Aligoudarz (Lorestan), est un homme politique et un membre du clergé iranien.

## Biographie
Issu de l'ethnie Lor, il rencontre, durant ses études religieuses à la faculté de théologie de l’université de Téhéran, Rouhollah Khomeini et devient un de ses soutiens lors de révolution islamique.
Il est le fondateur et président démissionnaire de la Société des clercs militants. Il a été le porte-parole du Parlement iranien entre 1989 et 1992 et entre 2000 et 2004.
Karoubi a aussi été candidat aux élections législatives de 2004 à Téhéran. Il est arrivé 31e du premier tour, où seuls trente candidats étaient choisis.
« Réformateur pragmatique », représentant l'aile gauche du régime islamique, Mehdi Karoubi critique le conseil des Gardiens mais soutient le guide suprême et se considère lui-même comme un disciple de Rouhollah Khomeini. Il a été conseiller au guide suprême et membre du conseil de discernement, nommé par Ali Khamenei jusqu'à ce qu'il démissionne de tous ces postes politiques le 19 juin 2005, après le premier tour de l'élection présidentielle.

### Campagnes présidentielles

#### 2005
Karoubi faisait partie des candidats réformateurs à l'élection présidentielle de 2005. Il a fini troisième du premier tour (17,2 %), devancé par Akbar Hashemi Rafsanjani (21,1 %) et Mahmoud Ahmadinejad (19,4 %). 
Après l'annonce des résultats de l'élection, Mehdi Karoubi a prétendu qu'un réseau de mosquées, de Pasdaran et de Basij avaient illégalement mobilisé le soutien à Ahmadinejad. Il a ensuite explicitement désigné Mojtaba Khamenei, un des fils du guide suprême Ali Khamenei, comme faisant partie des conspirateurs. Après cela, l'Ayatollah Khamenei a écrit à Karoubi pour lui faire part que ses allégations sont « en dessous de sa dignité » et qu'elles « causeront une crise » en Iran; ce qu'il ne peut accepter. En guise de réponse, dans une lettre ouverte adressée le 19 juin à Khamenei, Karoubi démissionne de toutes ses fonctions politiques, dont ceux auxquels Ali Khamenei l'avait nommé. Le jour suivant, le 20 juin 2005, des journaux réformateurs tels que Eghbal, Hayat-e No, Aftab-e Yazd et Etemad sont interdits de publication par le procureur général de Téhéran, Saeed Mortazavi pour avoir publié la lettre de Karoubi. Le procureur interdit finalement Eghbal. Le 20 juin, il est également déclaré que Mehdi Karoubi a été assigné à domicile à cause de sa lettre.
Hachemi Rafsandjani, arrivé en tête du premier tour de scrutin, a aussi noté des interventions injustes visant à guider les votes, et a soutenu Karoubi dans sa plainte.

#### 2009

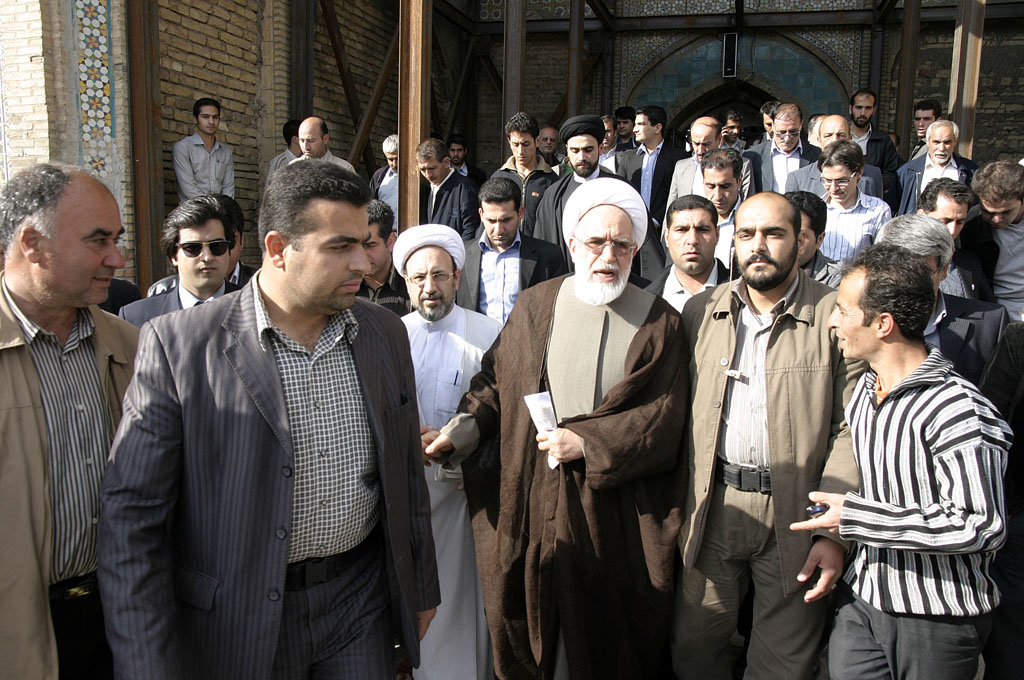
Mehdi Karoubi en campagne en mai 2009.

Mehdi Karoubi s'est inscrit en tant que candidat à l'élection présidentielle iranienne de 2009. Il demande des élections libres, sans intervention des Gardiens de la Révolution islamique, qu'il blâme pour sa défaite de 2005. Mehdi Karoubi critiqua également Ahmadinejad pour avoir mis en question la réalité de la Shoah. D'après les résultats officiels, il obtint 0,85 % des voix, résultats qu'il n'accepta pas à la suite des nombreuses fraudes que ses observateurs lui ont relatées. Il est d'ailleurs l'un des meneurs de la révolte "verte" des Iraniens contre "le coup d'État" du duo Ahmadinejad-Khamenei.